# Peter Weller
Peter Frederick Weller (Stevens Point, Wisconsin, 24 de junio de 1947) es un actor, director, presentador e historiador estadounidense.
Es más conocido sobre todo por su papel como Alex Murphy en las dos primeras películas de la saga RoboCop, su papel como Charlie Barosky en la serie Sons Of Anarchy y por su papel como Buckaroo Banzai en el clásico-cultural The Adventures of Buckaroo Banzai Across the 8th Dimension. También fue presentador del programa televisivo Construyendo un imperio, del canal History Channel. En la película Star Trek: En la oscuridad (2013) interpreta el papel del almirante Marcus.

## Primeros años
Weller nació el 24 de junio de 1947 en Stevens Point, Wisconsin, hijo de Dorothy Jean (apellido de soltera Davidson; 1924–2002), ama de casa, y Frederick Bradford Weller (1922–1986), abogado, juez federal y piloto de helicóptero de carrera del Ejército de los Estados Unidos. Weller tuvo una educación católica de clase media y tiene ascendencia inglesa, alemana, francesa e irlandesa. Debido al trabajo militar de su padre pasó muchos años en el extranjero durante su infancia. Su familia vivió en Alemania Occidental durante varios años antes de mudarse finalmente a Texas, donde asistió a Alamo Heights High School en San Antonio, graduándose en 1965.
Mientras estaba matriculado en la Universidad Estatal del Norte de Texas (ahora Universidad del Norte de Texas), tocaba la trompeta en una de las bandas del campus. Se graduó con una licenciatura en Artes Teatrales en 1969 y comenzó su carrera como actor después de asistir a la Academia Estadounidense de Artes Dramáticas (Clase de 1972).
En 2004, Weller completó una Maestría en Artes en Arte Romano y del Renacimiento en la Universidad de Siracusa, y ocasionalmente impartía cursos de historia antigua en la universidad. En 2007, comenzó un doctorado en la Universidad de California en Los Ángeles (UCLA) en Historia del Arte del Renacimiento Italiano. En octubre de 2013 presentó su disertación, Alberti Before Florence: Early Sources Informing Leon Battista Alberti’s De pictura, y obtuvo su doctorado en 2014.

## Carrera

### Teatro
La carrera en el escenario de Weller comenzó en la década de 1970 con apariciones en Broadway en Full Circle, dirigida por Otto Preminger, y Summer Brave, la reescritura de la obra Picnic de William Inge. En ese momento, se convirtió en miembro del Actors Studio.
En diciembre de 2006 protagonizó al arquitecto Frank Lloyd Wright en el Goodman Theatre de Chicago en Frank's Home, una nueva obra de teatro escrita por Richard Nelson.

### Películas
Weller apareció en la película Firstborn de 1984 con Christopher Collet, donde interpretó al novio abusivo de la madre de Haim (interpretada por Teri Garr).
Weller ha aparecido en más de 50 películas y series de televisión, incluidos los personajes principales de The Adventures of Buckaroo Banzai Across the 8th Dimension (1984), y los éxitos de taquilla RoboCop (1987) y RoboCop 2 (1990), interpretó al almirante de la Flota Estelar Alexander Marcus en Star Trek: En la oscuridad en 2013. Ha aparecido en películas tan aclamadas por la crítica como Poderosa Afrodita (1995) de Woody Allen, The New Age (1994) producida por Oliver Stone y la película de David Cronenberg de La novela Almuerzo desnudo de William Burroughs (1991).
En 1995, apareció en Screamers, una película de ciencia ficción basada en el cuento Second Variety de Philip K. Dick y dirigida por Christian Duguay.

### Actuación de voz
Weller prestó su voz al personaje de Bruce Wayne/Batman en la adaptación animada en dos partes de 2012-13 de Batman: The Dark Knight Returns, y al personaje principal en el videojuego Wilson's Heart. Regresó a la voz de RoboCop en una serie de comerciales para KFC en 2019 y Mortal Kombat 11.
Regresó para dar voz a Robocop en el videojuego Rogue City

## Vida personal
En 1980, Weller conoció a Ali MacGraw, durante la realización de Just Tell Me What You Want. Tuvieron una relación intermitente durante varios años.
El 24 de junio de 2006, en su 59 cumpleaños, Weller se casó con su novia de mucho tiempo, la actriz Shari Stowe, en la iglesia de Santa Maria Assunta en Positano (Italia); entre los invitados que asistieron a la boda estaban Carrie Fisher y Marg Helgenberger.

## Filmografía

### Como actor

#### Cine y televisión
- De origen desconocido, (2023).
- Longmire (2012-2017)
- The Last Ship (2013)
- Star Trek: En la oscuridad (2013)
- Hawai 5.0 (2013)
- Sons of Anarchy (2013)
- The Dark Knight Returns - Part 2 (2013)
- The Dark Knight Returns - Part 1 (2012)
- Dragon Eyes (2012)
- Once Fallen (2010)
- Dexter (2010)
- Fringe (2010)
- Prey (2007)
- 24 (2006)
- Undiscovered (2005)
- The Hard Easy (2005)
- Star Trek: Enterprise (2005)
- La aventura del Poseidón (2005)
- Tower of the Firstborn (2004)
- The Order (2003)
- Odyssey 5 (2002)
- Styx (2001)
- Dark Prince: The True Story of Dracula (2000)
- Ivans XTC (2000)
- The Contaminated Man (2000)
- Falling Through (2000)
- Shadow Hours (2000)
- Diplomatic Siege (1999)
- Guardiani del cielo, I (1998)
- Top of the World (1997)
- Mighty Aphrodite (1995)
- Asesinos cibernéticos (1995)
- Beyond the Clouds (1995)
- Decoy (1995)
- The New Age (1994)
- The Substitute Wife (1994)
- Sunset Grill (1993)
- Fifty/Fifty (1992)
- Naked Lunch (1991)
- Robocop 2 (1990)
- Cat Chaser (1989)
- Leviathan (1989)
- Shakedown (1988)
- El túnel (1988)
- Robocop (1987)
- A Killing Affair (1986)
- El Baile de las Princesas (1986)
- Firstborn (1984)
- The Adventures of Buckaroo Banzai Across the 8th Dimension (1984)
- Of Unknown Origin (1983)
- Shoot the Moon (1982)
- Just Tell Me What You Want (1980)
- Butch and Sundance: The Early Days (1979)
- Silence (1975)

### Como director
- Gold Coast (1997)
- Sons of Anarchy (2013)
- The Strain (2014)

## Premios y distinciones
Premios Óscar
| Año  | Categoría          | Película | Resultado |
| ---- | ------------------ | -------- | --------- |
| 1994 | Mejor cortometraje | Partners | Nominado  |